# Miss Universe Albania
Miss Universe Albania is de nationale missverkiezing
van Albanië die 's lands afgevaardigde naar de internationale missverkiezing
Miss Universe selecteert.

## Geschiedenis
Miss Universe Albania werd in 2006 voor het eerst verkozen nadat het bedrijf
Jeta Modeling de rechten hierop verkreeg van de Miss Universe Organization.
Voordien was het Miss Albanië die het land bij Miss Universe
vertegenwoordigde.

## Winnaressen
| Jaar | Winnares       | Plaats Miss Universe |
| ---- | -------------- | -------------------- |
| 2008 | Matilda Mecini |                      |
| 2007 | Sadina Alla    | -                    |
| 2006 | Eralda Hitaj   | -                    |